# FLV Media Player
FLV Media Player  es un reproductor multimedia multiplataforma y de código abierto distribuido bajo licencia GPL que permite reproducir prácticamente todos los formatos de vídeo y audio más utilizados en la actualidad.
Soporta MPEG, DivX, WMV, AVI, MOV, MP4, MKV, H.264/AVC, FLV, MP3 y OGG entre muchos otros códecs y formatos contenedores, así como Blurays, DVDs, VCDs y varios protocolos de reproducción vía streaming.

## Tipos de archivo compatibles
| Formato de archivo | Estándar | VP6 | H264 | Sorenson H.263 | Description                                                            |
| ------------------ | -------- | --- | ---- | -------------- | ---------------------------------------------------------------------- |
| .3g2               | No       | Sí  | Sí   | No             | Video format                                                           |
| .3gp               | Sí       | Sí  | Sí   | No             | Video format                                                           |
| .3gpp              | No       | Sí  | Sí   | No             | Video format                                                           |
| .aac               | Sí       | No  | No   | No             | Audio format                                                           |
| .f4a               | Sí       | Sí  | Sí   | No             | Audio for Adobe Flash Player                                           |
| .f4b               | Sí       | Sí  | Sí   | Sí             | Audio book for Adobe Flash Player                                      |
| .f4p               | Sí       | Sí  | Sí   | Sí             | Protected video for Adobe Flash Player                                 |
| .f4v               | Sí       | Sí  | Sí   | Sí             | Video for Adobe Flash Player                                           |
| .flv               | Sí       | Sí  | Sí   | Sí             | Video for Adobe Flash Player                                           |
| .m4a               | Sí       | Sí  | Sí   | No             | Audio format (Podcast)                                                 |
| .m4v               | No       | Sí  | Sí   | No             | Video format (iPhone)                                                  |
| .mov               | No       | Sí  | Sí   | No             | Video format                                                           |
| .mp3               | Sí       | No  | No   | No             | Audio format                                                           |
| .mp4               | No       | Sí  | Sí   | No             | Video format                                                           |
| .pls               | Sí       | No  | No   | No             | PLS-Playlist format (any local file target / online only over port 80) |
| .xpl               | Sí       | No  | No   | No             | XML-Playlist format                                                    |